# Taekwondo aux Jeux méditerranéens de 2018
Navigation
Édition 2013 Édition 2022
Les compétitions de taekwondo des Jeux méditerranéens de 2018 ont lieu du 28 au 30 juin 2018 à Tarragone.

## Médaillés

### Hommes
| Catégorie      | Or                          | Argent                        | Bronze                                         |
| -------------- | --------------------------- | ----------------------------- | ---------------------------------------------- |
| Moins de 58 kg | Jesus Tortosa Cabrera (ESP) | Rui Bragança (POR)            | Hedi Neffati (TUN) Milos Gladovic (SRB)        |
| Moins de 68 kg | Javier Pérez Polo (ESP)     | Konstantinos Chamalidis (GRE) | Hakan Reçber (TUR) Davide Spinosa (ITA)        |
| Moins de 80 kg | Raul Martinez Garcia (ESP)  | Seif Eissa (EGY)              | Yunus Sari (TUR) Júlio Ferreira (POR)          |
| Plus de 80 kg  | Daniel Ros Gomez (ESP)      | Dejan Georgievski (MKD)       | Emre Kutalmıs Atesli (TUR) Yoann Miangue (FRA) |

### Femmes
| Catégorie      | Or                    | Argent                   | Bronze                                         |
| -------------- | --------------------- | ------------------------ | ---------------------------------------------- |
| Moins de 49 kg | Rukiye Yıldırım (TUR) | Kristina Tomic (CRO)     | Vanja Stankovic (SRB) Oumaima El Bouchti (MAR) |
| Moins de 57 kg | Irem Yaman (TUR)      | Radwa Elsayed Nada (EGY) | Marta Calvo Gomez (ESP) Nikita Glasnovic (CRO) |
| Moins de 67 kg | Matea Jelic (CRO)     | Althéa Laurin (FRA)      | Hedaya Wahba (EGY) Dunja Lemajic (SVN)         |
| Plus de 67 kg  | Ana Bajic (SRB)       | Marie-Paule Blé (FRA)    | Nafia Kus (TUR) Wiam Dislam (MAR)              |